# Mionectes olivaceus
Mionectes olivaceus là một loài chim trong họ Tyrannidae.